# 安達雅哉
安達 雅哉（あだち まさや、1986年8月22日 - ）は、日本の俳優・タレントである。龍谷大学理工学部卒業。元関西ジャニーズJr.。株式会社スカイコーポレーション所属。

## プロフィール
- 滋賀県大津市出身
- 身長：178cm
- 血液型：A型
- 特技：空手（初段）、ダンス、パソコン

## 出演

### 舞台
- 「浪花の爛〜道頓堀の星〜」（2009年12月） - 龍 役
- 「VAMPIRE HUNTER」（2011年6月） - グレーシー 役
- 「赤毛のアン〜みどりのやねの朝〜」（2011年7月 - 8月） - ギルバート 役
- 「コカンセツ〜再演〜」（2011年9月） - 高田・クリス 役
- 「MOSH旗揚げ公演『ショコレ01 地球に堕ちてきた男』」（2012年1月）
- 「放課後サマージャム」（2012年6月） - 安藤義弘 役
- 「Dream-Dandelion-第一章」（2012年7月） - ノブオ 役
- 「VitaminZ」（2012年8月） - 上條元親 役
- 「イヌッコロSHOW CACE Ver.1『恋するアンチヒーロー』」（2012年11月） - 真中 役
- 「朗読☆男子」（2013年4月）
- 「STAGE×12 vol.4」（2013年7月）
- 「PROPAGANDA STAGE『獅子』」（2013年8月）
- 「STAGE×12 vol.5」（2013年9月）
- 「Feather Stage vol.3『STAND BY』〜reading〜」（2014年4月）
- 「GRADUATION」（2015年3月）
- 「LOVE&CHICK〜マゼルナ×キケン〜」（2015年4月）
- 「Peach」（2017年2月）
- 「東京ハイビームvol.12『SHORT GUN THIRD SHOT』」（2017年12月） - 『天才の推理と凡人の心理』 北野役/ 『その扉は開けないで～Don't open the door～』 コウジ役/『佑ちゃんのチェンジアップ』 主演・才田佑矢 役/『ゴーストよ、こんにちわ』ゴースト役

### テレビ
- 「安達雅哉の夢探訪」（2009年 - 2011年、ZTV）
- 「安達雅哉の学校探訪」（2011年、ZTV）
- 「湖国ふれあい紀行」（2010年、BBC）
- 「東京読モ」（2011年6月、TOKYO MX）
- 「H.I.S. presents テリー伊藤の世界のタビセツ」（2011年11月 - 12月、TOKYO MX）
- 「さんま&SMAP!美女と野獣のクリスマススペシャル」（2011年12月、NTV）
- 「ズームイン!!サタデー」（2012年4月、NTV）
- 「ロンドンハーツ『リフティングマイドリーム』」（2013年、EX） - リョータ 役
- 「お願い!ランキング」（2013年、EX）
- 「SHELiCoの夜活」（2013年、CX）
- 「踊る!さんま御殿!!」（2013年・2014年、NTV）
- 「行列のできる法律相談所」（NTV） - 岡田准一役、他（2013年） / 和田正人役、他（2014年）
- 「さんま&SMAP!美女と野獣のクリスマススペシャル'11〜'13」（2013年、NTV） - 中居正広 役
- 「村上マヨネーズのツッコませて頂きます!」（2013年、KTV）
- 「仕返さナイト」（2014年・2015年、EX）
- 「ブラマヨとゆかいな仲間たち アツアツっ! 吉田の偏見は解消できるのかSP」（2015年4月18日、EX）
- 「モテ福」（2015年 - 2018年、テレ玉）
- 「カオスパイ」（2018年、テレ玉） - ヘーパイストス 役

### ドラマ
- 「必殺仕事人」（2009年、EX）
- 「歴史秘話ヒストリア」（2009年、NHK）
- 「再生の街」（2009年、NHK）
- 「最高の離婚」 第3話（2013年、CX）
- 「でたらめヒーロー」 第7話（2013年、YTV・NTV）
- 「お家さん」（2014年、ytv）
- 「警察庁特別監察官 氷の女・氷室透子」（2014年、CX） - 警察官 役

### 映画
- 「獄に咲く花」（2010年）
- ショートムービー「PHOTOGENIC」（2012年） - イサム役
- 猫と電車-ねことでんしゃ-（2016年） - 石田航役

### 雑誌
- 「WHAT's IN?」（2012年4月号）